# Associazione Calcio Fiorentina 1965-1966
Questa voce raccoglie le informazioni riguardanti l'Associazione Calcio Fiorentina nelle competizioni ufficiali della stagione 1965-1966.

## Stagione

Kurt Hamrin, protagonista del successo viola in Coppa Mitropa, qui premiato come migliore giocatore al termine della semifinale contro il Wiener SC.

Questa stagione 1965-1966 passerà agli archivi come una delle due in cui la Fiorentina ha vinto due titoli.
La campagna ringiovanimento della Fiorentina continua anche in questa stagione con l'arrivo di Giancarlo De Sisti e di Bernardo Rogora, mentre dalle giovanili arrivano in prima squadra i promettenti Claudio Merlo e Luciano Chiarugi.
In questa stagione la Fiorentina vince e convince, giungendo quarta in campionato con 43 punti, grazie ai suoi "vecchi" titolari Enrico Albertosi, Giuseppe Brizi, Ugo Ferrante, Mario Brugnera, Mario Bertini e Paolo Nuti, e i giovani sopracitati, formando un mix in cui mister Beppe Chiappella ha il compito di costruire una squadra che dimostrerà più avanti il suo effettivo valore. Lo scudetto è andato per la decima volta all'Inter con 50 punti, davanti al Bologna con 46 punti ed al Napoli con 45 punti.
Capitano, un po' a sorpresa, ma sicuramente con pieno merito, diventa Kurt Hamrin, per un paio d'anni, fino a quella che sarà l'era di De Sisti. Alla presidenza, fino al 1971, Nello Baglini.
Nella stagione in corso i giovani viola si aggiudicano la terza Coppa Italia della storia della società gigliata superando in finale il Catanzaro. Hamrin diventa capocannoniere della Coppa, con 5 gol. A Firenze, vincono anche la Coppa Mitropa. Hamrin, premiato a fine partita contro il Wiener SC, complessivamente in questo torneo realizza 17 gol dal 1960 al 1967.
Inoltre la Fiorentina, fu la prima e unica squadra italiana ad aver conquistato, nella stessa stagione, un double continentale di rango minore, la Coppa Mitropa (ancorché trofeo non riconosciuto dall'UEFA) e la Coppa Italia.

## Divise
| Casa | Trasferta |

## Rosa

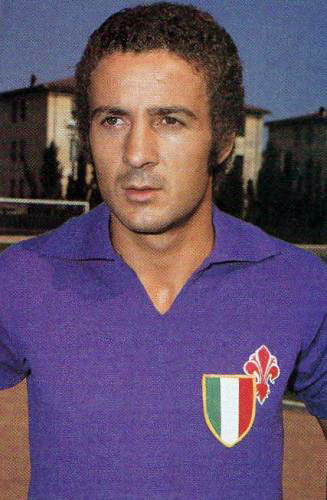
Luciano Chiarugi, promettente elemento promosso dalle giovanili viola.

| N. |                   | Ruolo | Calciatore         |
| -- | ----------------- | ----- | ------------------ |
|    | Italia (bandiera) | P     | Enrico Albertosi   |
|    | Italia (bandiera) | P     | Alfredo Paolicchi  |
|    | Italia (bandiera) | D     | Giuseppe Brizi     |
|    | Italia (bandiera) | D     | Sergio Castelletti |
|    | Italia (bandiera) | D     | Marcello Diomedi   |
|    | Italia (bandiera) | D     | Ugo Ferrante       |
|    | Italia (bandiera) | D     | Piero Gonfiantini  |
|    | Italia (bandiera) | D     | Bernardo Rogora    |
|    | Italia (bandiera) | C     | Mario Bertini      |
|    | Italia (bandiera) | C     | Mario Brugnera     |
|    | Italia (bandiera) | C     | Giancarlo De Sisti |

| N. |                      | Ruolo | Calciatore               |
| -- | -------------------- | ----- | ------------------------ |
|    | Italia (bandiera)    | C     | Egidio Guarnacci         |
|    | Italia (bandiera)    | C     | Rino Marchesi            |
|    | Italia (bandiera)    | C     | Claudio Merlo            |
|    | Italia (bandiera)    | C     | Giovan Battista Pirovano |
|    | Italia (bandiera)    | A     | Luciano Chiarugi         |
|    | Svezia (bandiera)    | A     | Kurt Hamrin (capitano)   |
|    | Argentina (bandiera) | A     | Humberto Maschio         |
|    | Argentina (bandiera) | A     | Juan Carlos Morrone      |
|    | Italia (bandiera)    | A     | Paolo Nuti               |
|    | Italia (bandiera)    | A     | Roberto Vieri            |

## Risultati

### Serie A

#### Girone di andata
| Arbitro: | Varazzani (Parma) |

|            |           |              |
| Danova 66’ | Marcatori | 30’ De Sisti |

| Arbitro: | Gonella (Torino) |

|                                |           |  |
| Rizzolini 6’ (aut.) Hamrin 50’ | Marcatori |  |

| Arbitro: | Campanati (Milano) |

|  |           |          |
|  | Marcatori | 89’ Nuti |

| Arbitro: | Francescon (Padova) |

|  |           |                                         |
|  | Marcatori | 23’ Morrone 41’ Nuti 62’ (rig.) Maschio |

| Arbitro: | Varazzani (Parma) |

|            |           |                    |
| Hamrin 13’ | Marcatori | 64’ (rig.) Poletti |

| Arbitro: | Genel (Trieste) |

|                              |           |  |
| Rogora 9’ (aut.) Vinicio 46’ | Marcatori |  |

| Arbitro: | Bernardis (Trieste) |

|             |           |  |
| Morrone 85’ | Marcatori |  |

| Arbitro: | Barolo (Bassano del Grappa) |

|                                           |           |  |
| Nuti 12’, 57’, 69’ Hamrin 40’ Morrone 80’ | Marcatori |  |

| Arbitro: | Bernardis (Trieste) |

|                                  |           |  |
| Del Sol 20’, 73’ (rig.) Gori 52’ | Marcatori |  |

| Arbitro: | Monti (Ancona) |

|                                        |           |                   |
| Nielsen 5’ Bulgarelli 80’ Pascutti 83’ | Marcatori | 68’, 74’ Brugnera |

| Arbitro: | Palazzo (Palermo) |

|           |           |              |
| Hamrin 8’ | Marcatori | 52’ Lazzotti |

| Milano 12 dicembre 1965 12ª giornata | Inter             | 0 – 0 | Fiorentina | Stadio San Siro\| Arbitro: \| Varazzani (Parma) \| |
| Arbitro:                             | Varazzani (Parma) |       |            |                                                    |

| Firenze 19 dicembre 1965 13ª giornata | Fiorentina        | 0 – 0 | Napoli | Stadio Comunale\| Arbitro: \| Roversi (Bologna) \| |
| Arbitro:                              | Roversi (Bologna) |       |        |                                                    |

| Arbitro: | Righi (Milano) |

|  |           |                 |
|  | Marcatori | 71’ Francesconi |

| Arbitro: | Francescon (Padova) |

|             |           |             |
| Bagatti 66’ | Marcatori | 60’ Morrone |

| Arbitro: | Genel (Trieste) |

|             |           |  |
| Morrone 40’ | Marcatori |  |

| Roma 16 gennaio 1966 17ª giornata | Lazio            | 0 – 0 | Fiorentina | Stadio Olimpico\| Arbitro: \| Gonella (Torino) \| |
| Arbitro:                          | Gonella (Torino) |       |            |                                                   |

#### Girone di ritorno
| Arbitro: | D'Agostini (Roma) |

|            |           |  |
| Hamrin 64’ | Marcatori |  |

| Arbitro: | De Robbio (Torre Annunziata) |

|                   |           |                               |
| Pagani 85’ (rig.) | Marcatori | 16’ Brugnera 82’ (rig.) Merlo |

| Arbitro: | Genel (Trieste) |

|                 |           |  |
| Hamrin 19’, 71’ | Marcatori |  |

| Firenze 13 febbraio 1966 21ª giornata | Fiorentina                   | 0 – 0 | Catania | Stadio Comunale\| Arbitro: \| De Robbio (Torre Annunziata) \| |
| Arbitro:                              | De Robbio (Torre Annunziata) |       |         |                                                               |

| Arbitro: | Campanati (Milano) |

|             |           |  |
| Orlando 14’ | Marcatori |  |

| Arbitro: | De Marchi (Pordenone) |

|             |           |             |
| Brugnera 3’ | Marcatori | 48’ Vinicio |

| Arbitro: | Gonella (Torino) |

|             |           |               |
| Sormani 39’ | Marcatori | 3’, 62’ Merlo |

| Arbitro: | Di Tonno (Lecce) |

|  |           |                              |
|  | Marcatori | 35’ De Sisti 37’, 77’ Hamrin |

| Arbitro: | Campanati (Milano) |

|  |           |               |
|  | Marcatori | 44’ Stacchini |

| Arbitro: | Monti (Ancona) |

|             |           |                                    |
| Morrone 43’ | Marcatori | 3’ Vastola 63’ Haller 70’ Paganini |

| Foggia 10 aprile 1966 28ª giornata | Foggia & Incedit  | 0 – 0 | Fiorentina | Stadio Pino Zaccheria\| Arbitro: \| Varazzani (Parma) \| |
| Arbitro:                           | Varazzani (Parma) |       |            |                                                          |

| Firenze 17 aprile 1966 29ª giornata | Fiorentina       | 0 – 0 | Inter | Stadio Comunale\| Arbitro: \| Sbardella (Roma) \| |
| Arbitro:                            | Sbardella (Roma) |       |       |                                                   |

| Arbitro: | Francescon (Padova) |

|  |           |                                          |
|  | Marcatori | 42’ Bertini 60’, 85’ Brugnera 88’ Hamrin |

| Arbitro: | Righi (Milano) |

|  |           |                         |
|  | Marcatori | 44’ Hamrin 63’ Brugnera |

| Arbitro: | Bigi (Padova) |

|                                        |           |  |
| De Sisti 41’, 44’ Merlo 46’ Hamrin 87’ | Marcatori |  |

| Arbitro: | De Marchi (Pordenone) |

|               |           |                         |
| Innocenti 59’ | Marcatori | 36’ Rogora 84’ Pirovano |

| Arbitro: | Varazzani (Parma) |

|                           |           |  |
| Brugnera 65’ De Sisti 85’ | Marcatori |  |

### Coppa Italia
| Arbitro: | Righi (Milano) |

|  |           |                             |
|  | Marcatori | 11’, 90’ Hamrin 18’ Maschio |

| Arbitro: | Marengo (Chiavari) |

|                                                 |           |           |
| Nuti 32’, 38’ Maschio 51’ Costantini 76’ (aut.) | Marcatori | 88’ Troja |

| Arbitro: | Motta (Monza) |

|             |           |  |
| Morrone 52’ | Marcatori |  |

| Arbitro: | Gonella (Torino) |

|             |           |                                     |
| Sormani 78’ | Marcatori | 7’ Brugnera 52’ Hamrin 70’ Pirovano |

| Arbitro: | Varazzani (Parma) |

|                         |           |          |
| Brugnera 77’ Hamrin 89’ | Marcatori | 76’ Jair |

| Arbitro: | Sbardella (Roma) |

|                         |           |               |
| Hamrin 30’ Bertini 109’ | Marcatori | 47’ Marchioro |

### Coppa delle Fiere
| Arbitro: | Haberfellner |

|  |           |                                      |
|  | Marcatori | 67’, 86’ Bertini 70’ Hamrin 83’ Nuti |

| Arbitro: | Zariquiegui Izco |

|                                     |           |               |
| Hamrin 6’ Pirovano 26’ Brugnera 48’ | Marcatori | 42’ Milošević |

| Arbitro: | Botić |

|                         |           |  |
| De Sisti 15’ Hamrin 89’ | Marcatori |  |

| Arbitro: | Lööw |

|                                     |           |  |
| Hradský 29’, 60’ Lichtnégl 69’, 82’ | Marcatori |  |

### Coppa Mitropa
| Arbitro: | Varaždinac |

|                                                         |           |              |
| Windisch 22’ (aut.) Brugnera 26’, 54’ Hamrin 35’ (rig.) | Marcatori | 56’, 65’ Hof |

| Arbitro: | Zečević |

|              |           |  |
| Brugnera 77’ | Marcatori |  |

## Statistiche

### Statistiche di squadra
| Competizione      | Punti | In casa | In casa | In casa | In casa | In casa | In casa | In trasferta | In trasferta | In trasferta | In trasferta | In trasferta | In trasferta | Totale | Totale | Totale | Totale | Totale | Totale | D.R. |
| Competizione      | Punti | G       | V       | N       | P       | Gf      | Gs      | G            | V            | N            | P            | Gf           | Gs           | G      | V      | N      | P      | Gf     | Gs     | D.R. |
| ----------------- | ----- | ------- | ------- | ------- | ------- | ------- | ------- | ------------ | ------------ | ------------ | ------------ | ------------ | ------------ | ------ | ------ | ------ | ------ | ------ | ------ | ---- |
| Serie A           | 43    | 17      | 8       | 6       | 3       | 22      | 8       | 17           | 8            | 5            | 4            | 23           | 14           | 34     | 16     | 11     | 7      | 45     | 22     | +23  |
| Coppa Italia      | -     | 4       | 4       | 0       | 0       | 9       | 3       | 2            | 2            | 0            | 0            | 6            | 1            | 6      | 6      | 0      | 0      | 15     | 4      | +11  |
| Coppa delle Fiere | -     | 2       | 2       | 0       | 0       | 5       | 1       | 2            | 1            | 0            | 1            | 4            | 4            | 4      | 3      | 0      | 1      | 9      | 5      | +4   |
| Coppa Mitropa     | -     | 2       | 2       | 0       | 0       | 5       | 2       | 0            | 0            | 0            | 0            | 0            | 0            | 2      | 2      | 0      | 0      | 5      | 2      | +3   |
| Totale            | -     | 25      | 16      | 6       | 3       | 41      | 14      | 21           | 11           | 5            | 5            | 33           | 19           | 46     | 27     | 11     | 8      | 74     | 33     | +41  |

### Statistiche dei giocatori
| Giocatore      | Serie A  | Serie A | Coppa Italia | Coppa Italia | Coppa Mitropa | Coppa Mitropa | Coppa delle Fiere | Coppa delle Fiere | Totale   | Totale |
| Giocatore      | Presenze | Reti    | Presenze     | Reti         | Presenze      | Reti          | Presenze          | Reti              | Presenze | Reti   |
| -------------- | -------- | ------- | ------------ | ------------ | ------------- | ------------- | ----------------- | ----------------- | -------- | ------ |
| E. Albertosi   | 33       | 0       | 5            | -3           | 0             | 0             | 3                 | -1                | 41       | -4     |
| M. Bertini     | 20       | 1       | 3            | 1            | 0             | 0             | 4                 | 2                 | 27       | 4      |
| G. Brizi       | 31       | 0       | 5            | 0            | 1             | 0             | 4                 | 0                 | 41       | 0      |
| M. Brugnera    | 18       | 8       | 5            | 2            | 2             | 3             | 3                 | 1                 | 28       | 14     |
| S. Castelletti | 22       | 0       | 3            | 0            | 0             | 0             | 3                 | 0                 | 28       | 0      |
| L. Chiarugi    | 4        | 0       | 1            | 0            | 2             | 0             | 0                 | 0                 | 7        | 0      |
| G. De Sisti    | 34       | 5       | 6            | 0            | 2             | 0             | 3                 | 1                 | 45       | 6      |
| M. Diomedi     | 6        | 0       | 1            | 0            | 1             | 0             | 1                 | 0                 | 9        | 0      |
| U. Ferrante    | 19       | 0       | 4            | 0            | 1             | 0             | 2                 | 0                 | 26       | 0      |
| P. Gonfiantini | 15       | 0       | 2            | 0            | 1             | 0             | 2                 | 0                 | 20       | 0      |
| E. Guarnacci   | 10       | 0       | 2            | 0            | 0             | 0             | 1                 | 0                 | 13       | 0      |
| K. Hamrin      | 30       | 12      | 5            | 5            | 2             | 1             | 4                 | 3                 | 41       | 21     |
| P. Manservisi  | 0        | 0       | 1            | 0            | 0             | 0             | 0                 | 0                 | 1        | 0      |
| R. Marchesi    | 2        | 0       | 0            | 0            | 2             | 0             | 0                 | 0                 | 4        | 0      |
| H. Maschio     | 2        | 1       | 2            | 2            | 0             | 0             | 1                 | 0                 | 5        | 3      |
| C. Merlo       | 18       | 4       | 3            | 0            | 1             | 0             | 0                 | 0                 | 22       | 4      |
| J.C. Morrone   | 28       | 6       | 5            | 1            | 0             | 0             | 4                 | 0                 | 37       | 7      |
| P. Nuti        | 21       | 5       | 3            | 2            | 0             | 0             | 1                 | 1                 | 25       | 8      |
| A. Paolicchi   | 2        | 0       | 1            | -1           | 2             | -2            | 0                 | 0                 | 5        | -3     |
| G.B. Pirovano  | 31       | 1       | 5            | 1            | 2             | 0             | 4                 | 1                 | 42       | 3      |
| G. Rogora      | 29       | 1       | 6            | 0            | 2             | 0             | 3                 | 0                 | 40       | 1      |
| F. Superchi    | 0        | 0       | 0            | 0            | 0             | 0             | 1                 | -4                | 1        | -4     |
| R. Vieri       | 0        | 0       | 0            | 0            | 1             | 0             | 0                 | 0                 | 1        | 0      |

## Giovanili

### Piazzamenti
- Primavera: 
  - Torneo di Viareggio: Vincitrice